# جوزيف سولومون دلميديغو
كان جوزيف سولومون دلميديغو (أو ديل ميديغو)، المعروف أيضًا باسم ياشار مي قنديا (بالعبرية: יש"ר מקנדיא) (16 يونيو 1591 - 16 أكتوبر 1655)، حاخامًا ومؤلفًا وطبيبًا وعالم رياضيات ومنظرًا في الموسيقى.
وُلد في كاندية بإقليم كريت، سليلًا لإيليا ديل ميديغو، إذ يُعد جوزيف سولومون أو مي قانديا عضوًا في سلالة ديل ميديغو دي كاندية من نسل عائلة جيجر الألمانية التي استقرت أولًا في جزيرة كريت ثم في إيطاليا. انتقل في نهاية المطاف، إلى بادوا، إيطاليا، حيث درس الطب وتلقى دروسًا مع غاليليو في علم الفلك. انتقل إلى البندقية بعد تخرجه عام 1613 وقضى عامًا بصحبة ليون دي مودينا وسيمون لوزاتو. عاد من البندقية إلى كاندية ومن هناك شرع يرتحل في الشرق الأدنى حتى وصل إلى الإسكندرية والقاهرة. دخل هناك في مسابقة عامة في الرياضيات ضد عالم رياضيات محلي. انتقل من مصر إلى إسطنبول، حيث لاحظ مذنبًا عام 1619. مر بالمجتمعات القرائية في أوروبا الشرقية بعد تركه إسطنبول، ووصل أخيرًا إلى أمستردام عام 1623. توفي في براغ. كسب رزقه مع ذلك أينما حل بالعمل كطبيب أو مدرس. أعماله الوحيدة المعروفة هي إيليم (النخيل)، التي تتناول الرياضيات وعلم الفلك والعلوم الطبيعية والميتافيزيقا، بالإضافة إلى بعض الرسائل والمقالات.
بينما اضطلع دلميديغو بتأليف كتابه، تابع محاضرات غاليليو غاليلي خلال العام الدراسي 1609-1610، وحصل على امتياز نادر باستخدام تلسكوب غاليليو الخاص. غالبًا ما كان يشير إلى غاليلي في السنوات التالية، باسم «الحاخام غاليليو»، وهي عبارة غامضة قد تعني ببساطة «سيدي غاليليو». (لم يطلق عليه دلميديغو أبدًا لقب «معلمنا وسيدنا، الحاخام غاليليو» التي من شأنها أن تكون الطريقة المعتادة للإشارة إلى حاخام حقيقي). كما ذكر أن إيليا مونتالتو، طبيب ماريا دي ميديشي، كان من بين معلميه.

## أعماله
كُتب كتاب إيليم (1629، ونشره منسى بن إسرائيل في أمستردام) باللغة العبرية، ردًا على 12 سؤالًا عامًا و70 سؤالًا دينيًا وعلميًا محددًا أرسلها زيراخ بن ناتان من تروكي (ليتوانيا)، وهو يهودي قرائي، إلى دلميديغو. اقتُبس شكل الكتاب من عدد الينابيع وأشجار النخيل في إيليم في شبه جزيرة سيناء، كما هو موضح في الفصل الثالث والثلاثين، العدد التاسع: وبما أن هناك 12 نبعًا و70 نخلة في إيليم، فقد قسم ديلميديغو كتابه إلى اثني عشر مشكلة رئيسية وسبعين مشكلة صغيرة. وُضع الكتاب مع ذلك تحت رقابة صارمة، فخرج إلى النور بأربعة فقط من المشاكل الرئيسية الاثني عشر الأصلية. تشمل المواضيع التي نوقشت علم الفلك والفيزياء والرياضيات والطب ونظرية الموسيقى. يناقش دلميديغو في مجال الموسيقى فيزياء الموسيقى التي تشمل رنين الأوتار، والفواصل الزمنية ونسبها، والتناغم والتنافر. جادل دلميديغو بأن اليهود لم يشاركوا في الثورة العلمية بسبب الاهتمام الفكري الأشكنازي الحصري بالتلمود، في حين كان السفارديون والقرائيون أكثر اهتمامًا بالفلسفة الطبيعية والفلسفة بشكل عام. دعا اليهود إلى استعادة مكانتهم البارزة في الفلسفة والاندماج في المحيط غير اليهودي من خلال استكشاف العلوم الطبيعية.
كانت بعض أجزاء الكتاب على النحو التالي:
- معيان ختم (الينبوع المغلق أو المسدود - بالعبرية: מעין חתום) هو الجزء الثاني من سفر إيليم، يحتوي على 70 سؤالًا وجوابًا.
- معيان غانم (ينبوع الجنات – بالعبرية: מעין גנים) وهو امتداد لسفر إليم، ويتكون من الأطروحات القصيرة التالية: عن علم المثلثات، وعن أول جزئين من كتاب المجسطي، وعن علم الفلك، وعن الأدوات الفلكية، وعن القبالة (الآري بشكل رئيسي) والخوارق، وفي التنجيم، وفي الجبر، وفي الكيمياء، وفي أقوال أبقراط، وفي رأي القدماء في جوهر السماوات، وفي علم الفلك عند القدماء الذين عزوا حركة الأجرام السماوية في المجالات العليا إلى الأرواح (يبين دلميديغو أن حركتها تشبه حركة الأرض)، وعلى مبادئ الدين، والمفارقات الرياضية.
- تشوكوت شمايم وهو جزء من كتاب معيان غانم يختص بتناول أول جزئين من كتاب المجسطي.
- جيفوروت هاشم وهي أطروحة في علم الفلك.

كما ألّف كتابًا بعنوان ماتزريف لشاشما دفاعًا عن القبالة (بالعبرية: מצרף לחכמה) ضد الهجوم الذي شنه عليه جدّه الكبير إيلياهو ديلمديجو. يقول الناشر في مقدمة الكتاب أن المؤلف نفسه اعترف ذات مرة أنه سخر من القبالة عندما كان صغيرًا (18 عاما عندما ذهب للدراسة في جامعة بادوا) وأنه عارض بشدة من يدرسها، ولكن عندما بلغ السابعة والعشرين تغير رأيه عندما التقى بفيلسوفين عظيمين، هما يعقوب بن نشمياس و ر شلومو أرافي، اللذين كانا أيضًا من أتباع القبالة الراسخين وأظهروا له مدى تشابهها مع فلسفة أفلاطون. منذ ذلك الحين تجددت فيه الروح.

## أحفاده
استقر بعض أحفاد دلميديغو في بيلاروس واكتسبوا لقب جورودينسكي (على اسم مدينة جورودين). كان أحد أفراد هذه العائلة، وهو مردخاي غورودينسكي (تعبرن الاسم لاحقًا إلى نحماني) من مؤسسي مدينة رحوفوت الإسرائيلية.